# Jacobaea alpina
Il  senecione alpino  (nome scientifico  Jacobaea alpina (L.) Moench, 1794 è una specie di pianta angiosperma dicotiledone della famiglia delle Asteraceae (sottofamiglia Asteroideae).

## Etimologia
Il nome del genere (Jacobaea) potrebbe derivare da due fonti possibili: (1) da San Giacomo (o Jacobus); oppure (2) in riferimento all'isola di Santiago (Capo Verde). L'epiteto specifico (alpina) fa riferimento alle zone tipiche del suo habitat.
Il binomio scientifico attualmente accettato (Jacobaea alpina) è stato inizialmente proposto da Carl von Linné e poi perfezionato dal botanico tedesco Konrad Moench (1744-1805) nella pubblicazione ”Methodus Plantas Horti Botanici et Agri Marburgensis” del 1794.

## Descrizione

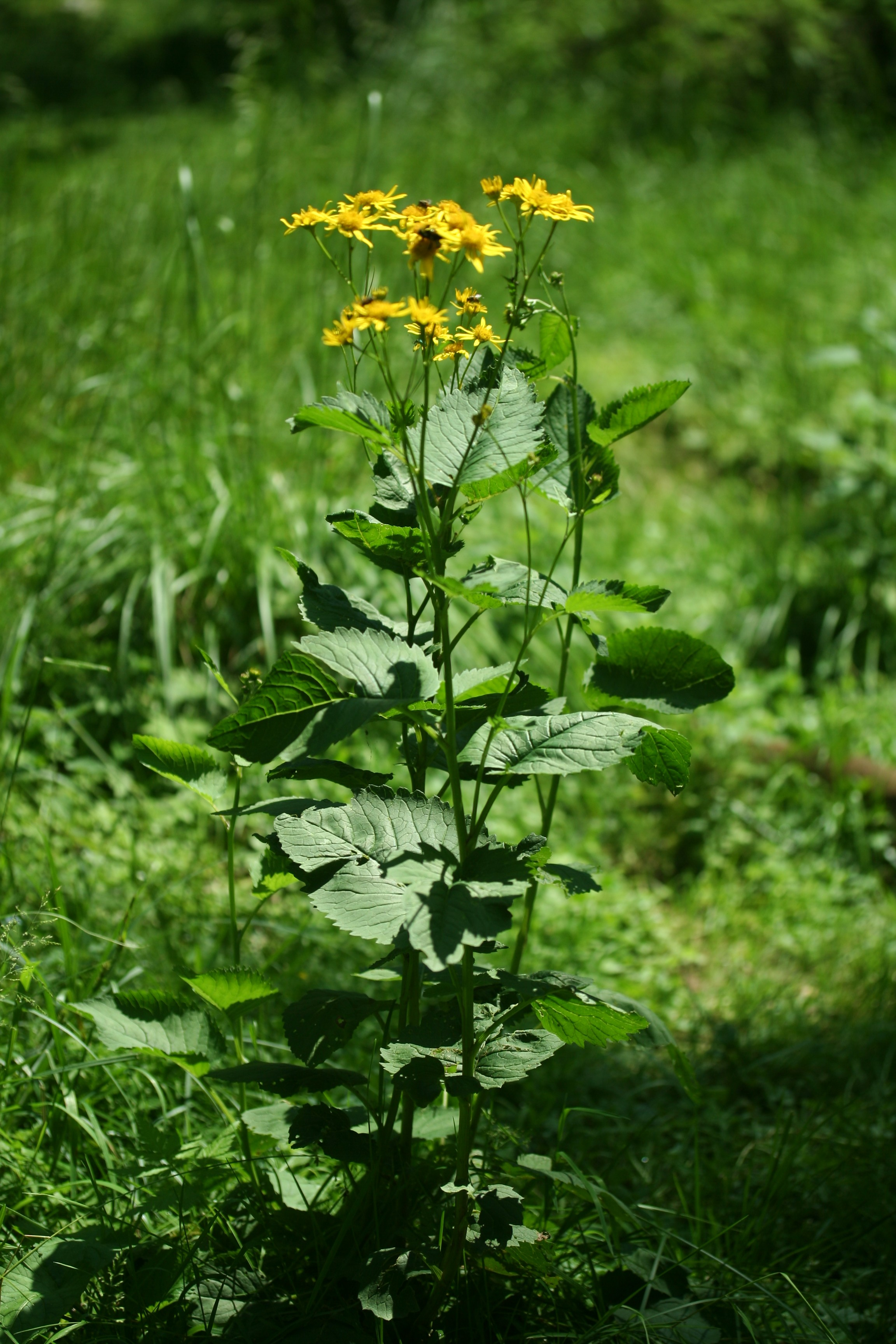
Il portamento

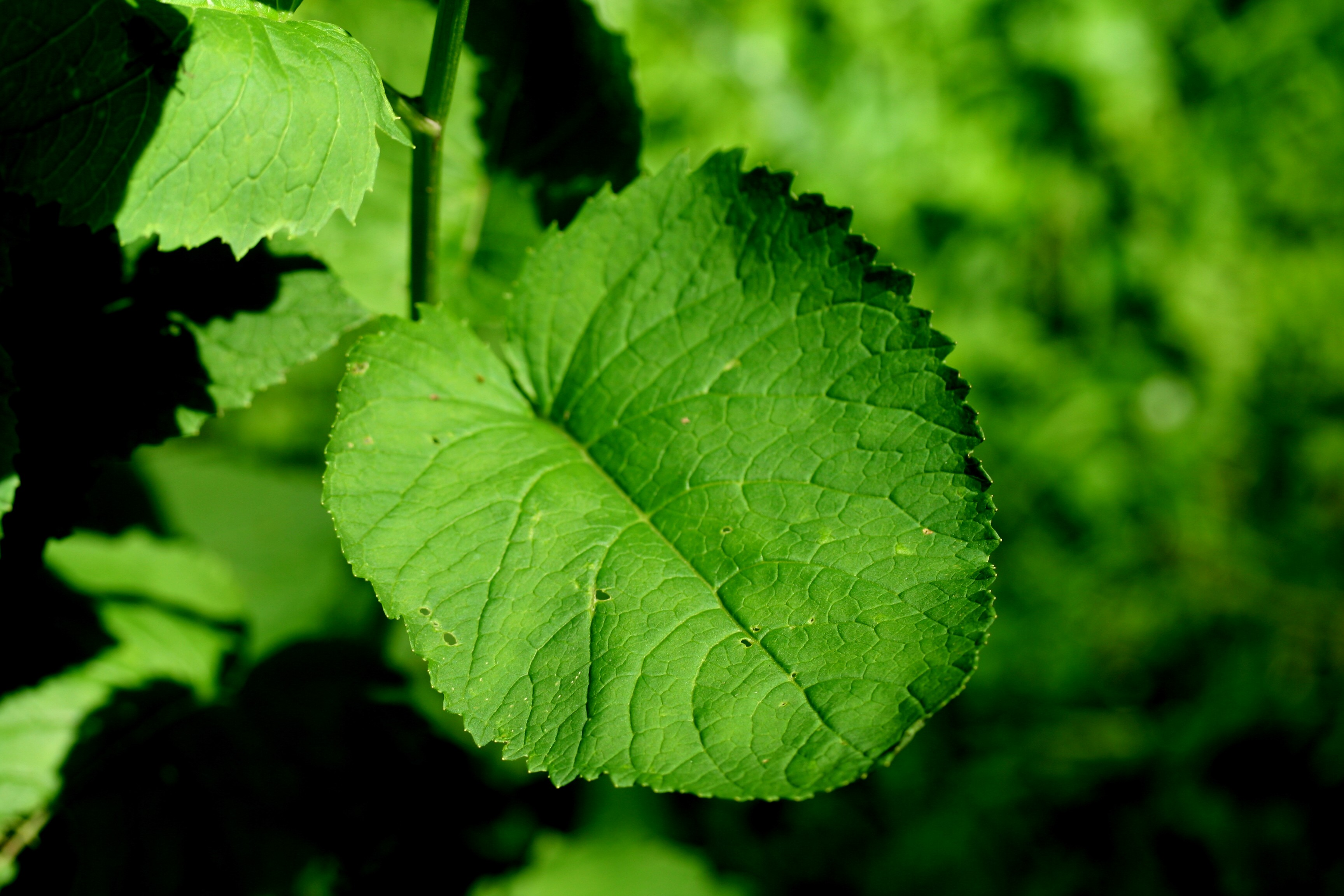
La foglia

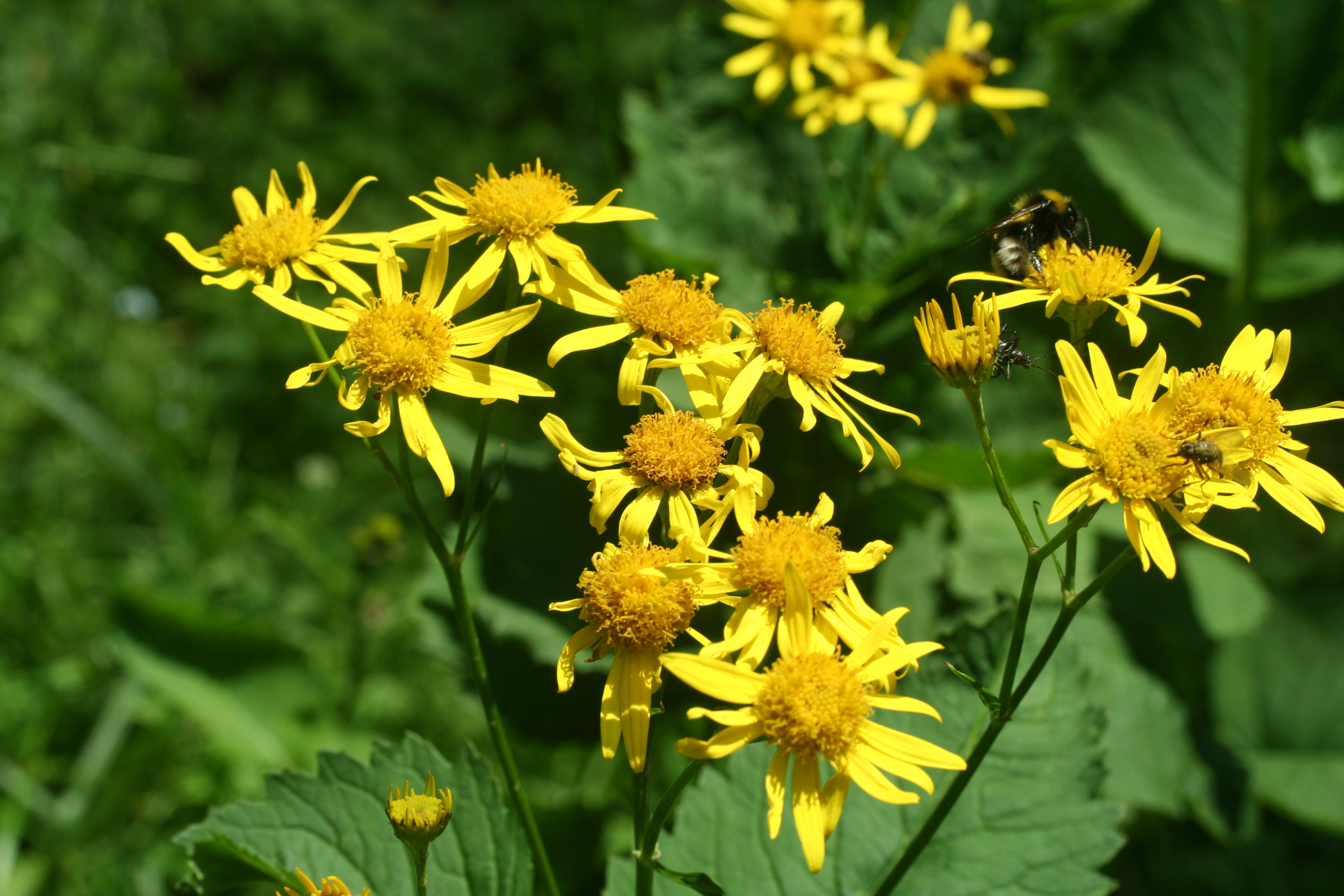
Infiorescenza

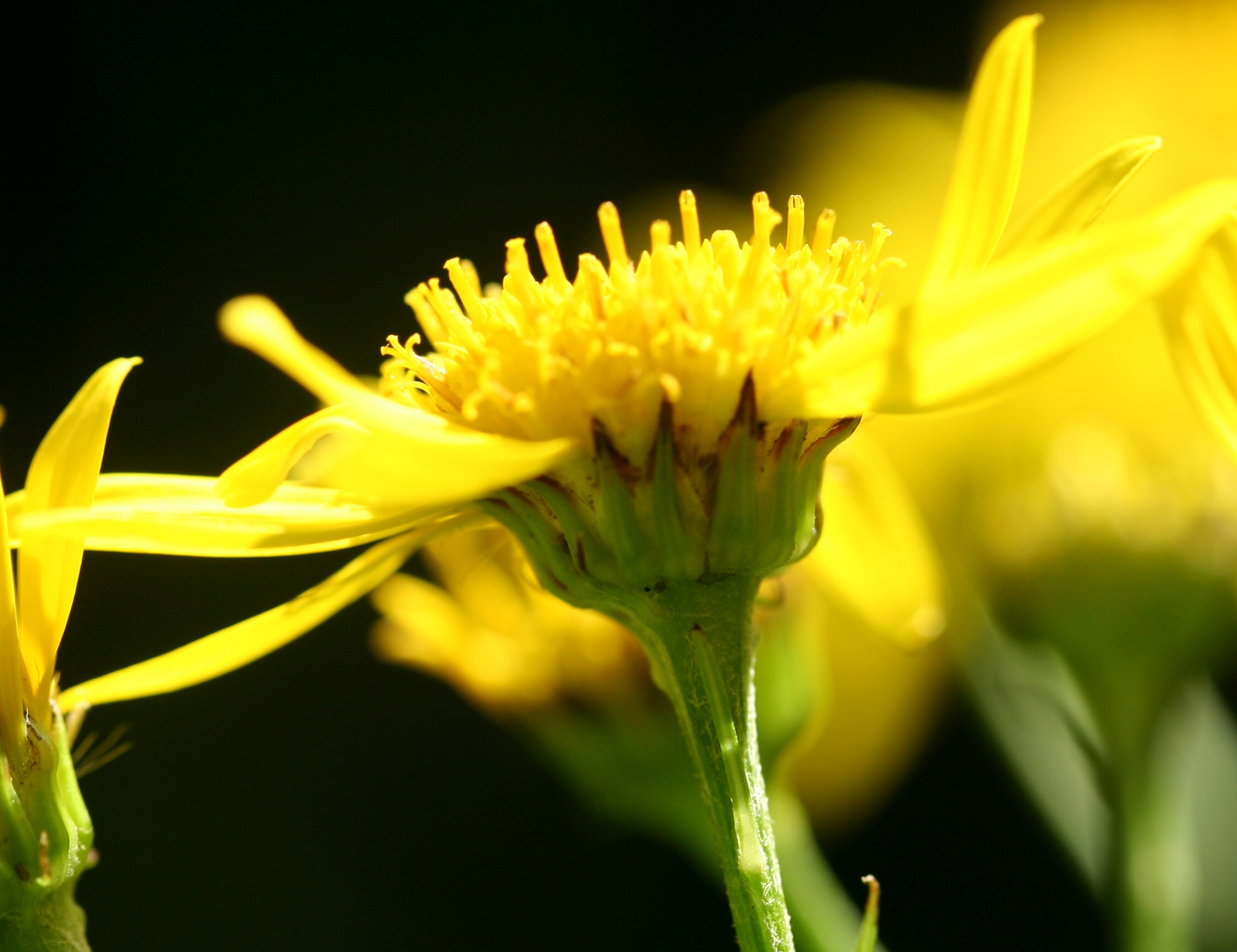
Il ricettacolo

Habitus. L'altezza di queste piante varia da 4 a 10 dm; in genere sono piante di gradi dimensioni. La forma biologica è emicriptofita scaposa (H scap), ossia sono piante perenni, con gemme svernanti al livello del suolo e protette dalla lettiera o dalla neve, dotate di un asse fiorale eretto e spesso privo di foglie. Queste piante possiedono al loro interno delle sostanze chimiche quali i lattoni sesquiterpenici e alcaloidi pirrolizidinici.
Radici. Le radici in genere sono secondarie da rizoma e possono essere fibrose.
Fusto. 
- Parte ipogea: la parte sotterranea consiste in un rizoma.
- Parte epigea: la parte aerea del fusto è eretta e ascendente; la sezione è angolosa; spesso è arrossata. La ramosità è corimbosa.

Foglie. Le foglie si distinguono in inferiori e superiori. Tutte sono picciolate e alla base dello stesso possono essere presenti (ma molto raramente) una-due piccole lacinie. La lamina è intera con bordi seghettati (denti doppi). In particolare le foglie inferiori hanno la lamina cordata; quelle superiori sono ovate e più piccole. La base delle foglie medie può essere cordata (J. alpina s.str.) oppure ottusa e/o troncata (subsp. samnitum). Le foglie sono inoltre provviste di una guaina amplessicaule più o meno allargata. Lunghezza del picciolo: 3 – 6 cm. Dimensioni delle lacinie: larghezza 2 –3 mm; lunghezza 8 – 16 mm. Dimensione della lamina cuoriforme: larghezza 6 – 8 cm; lunghezza 8 – 10 cm. Dimensione della lamina ovata (subsp. samnitum): larghezza 4 – 6 cm: lunghezza 6 – 8 cm.
Infiorescenza. Le sinflorescenze sono formate da numerosi capolini in formazione corimbosa. La struttura dei capolini è quella tipica delle Asteraceae: un peduncolo sorregge un involucro emisferico composto da 21 brattee disposte su un unico rango e tutte uguali fra loro, che fanno da protezione al ricettacolo più o meno piano e nudo (senza pagliette) sul quale s'inseriscono due tipi di fiori : quelli esterni ligulati gialli (da 13 a 16) e quelli interni tubulosi di colore giallo aranciato. Alla base dell'involucro può essere presente un verticillo composto da alcune squame minori. Diametro dei capolini: 2 – 3,5 cm. Diametro dell'involucro: 1 cm.
Fiori.  I fiori sono tetra-ciclici (formati cioè da 4 verticilli: calice – corolla – androceo – gineceo) e pentameri (calice e corolla formati da 5 elementi). Sono inoltre ermafroditi, più precisamente i fiori del raggio (quelli ligulati e zigomorfi) sono femminili; mentre quelli del disco centrale (tubulosi e actinomorfi) sono bisessuali o a volte funzionalmente maschili.
- Formula fiorale:

*/x K {\displaystyle \infty }, [C (5), A (5)], G 2 (infero), achenio
- Calice: i sepali del calice sono ridotti ad una coroncina di squame.
- Corolla: nella parte inferiore i petali della corolla sono saldati insieme e formano un tubo. In particolare le corolle dei fiori del disco centrale (tubulosi) terminano con delle fauci dilatate a raggiera con cinque lobi. I lobi possono avere una forma da deltoide a triangolare-ovata. Nella corolla dei fiori periferici (ligulati) il tubo si trasforma in un prolungamento da nastriforme o ligulato a filiforme o allargato, terminante più o meno con cinque dentelli. Il colore delle corolle è giallo. Lunghezza dei fiori ligulati: 3 – 8 mm.
- Androceo: gli stami sono 5 con dei filamenti liberi. La parte basale del collare dei filamenti può essere dilatata. Le antere invece sono saldate fra di loro e formano un manicotto che circonda lo stilo. Le antere sono senza coda ("ecaudate"); a volte sono presenti delle appendici apicali che possono avere varie forme (principalmente lanceolate). La struttura delle antere è di tipo tetrasporangiato, raramente sono bisporangiate. Il tessuto endoteciale è radiale o polarizzato. Il polline è tricolporato (tipo "helianthoid").[16]
- Gineceo: lo stilo è biforcato con due stigmi nella parte apicale. Gli stigmi sono sub-cilindrici, troncati e con un ciuffo di peli alla sommità.[14]  Le superfici stigmatiche (i recettori del polline) sono separate.[6]  L'ovario è infero uniloculare formato da 2 carpelli.
- Antesi: da giugno a agosto.

Frutti. I frutti sono degli acheni con pappo. La forma degli acheni è ellittico-oblunga oppure strettamente oblunga; la superficie è percorsa da diverse coste longitudinali e può essere glabra o talvolta pubescente. Possono essere presenti delle ali o degli ispessimenti marginali. Non sempre il carpoforo è distinguibile. Il pappo (persistente o caduco) è formato da numerose setole snelle, bianche disposte in serie multiple.

## Biologia
Impollinazione: l'impollinazione avviene tramite insetti (impollinazione entomogama tramite farfalle diurne e notturne).
Riproduzione: la fecondazione avviene fondamentalmente tramite l'impollinazione dei fiori (vedi sopra).
Dispersione: i semi (gli acheni) cadendo a terra sono successivamente dispersi soprattutto da insetti tipo formiche (disseminazione mirmecoria). In questo tipo di piante avviene anche un altro tipo di dispersione: zoocoria. Infatti gli uncini delle brattee dell'involucro (se presenti) si agganciano ai peli degli animali di passaggio disperdendo così anche su lunghe distanze i semi della pianta. Inoltre per merito del pappo il vento può trasportare i semi anche a distanza di alcuni chilometri (disseminazione anemocora).

## Distribuzione e habitat

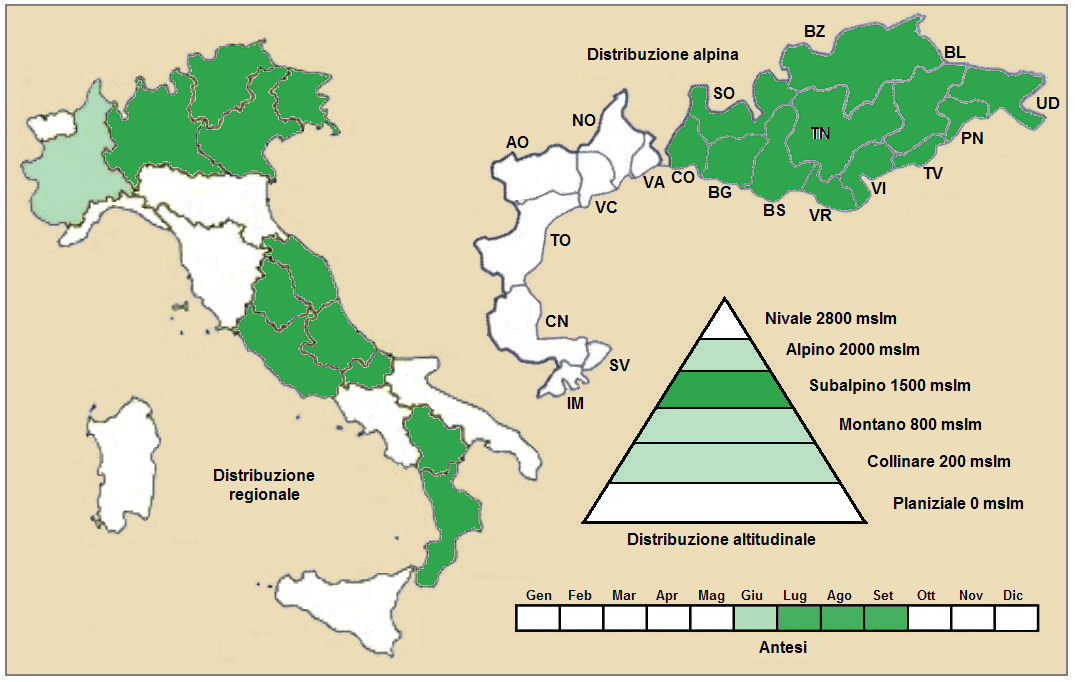
Distribuzione della pianta
(Distribuzione regionale – Distribuzione alpina)

Geoelemento: il tipo corologico (area di origine) è Endemico – Est Alpico, ma anche Alpico - Appenninico.
Distribuzione: questa specie ha due distribuzioni disgiunte: al nord nelle Alpi (soprattutto centro-orientali) e al centro-sud (specialmente per la subsp. samnitum) con una zona vuota (Liguria, Emilia-Romagna e Toscana). La subsp. samnitum è distribuita all'estremo sud della penisola. Oltreconfine, sempre nelle Alpi, è presente in Francia (dipartimento dell'Alta Savoia), in Svizzera (cantoni Berna, Vallese, Ticino e Grigioni), in Austria (Länder del Vorarlberg, Tirolo Settentrionale, Tirolo Orientale, Salisburgo e Carinzia).
Habitat:  l'habitat tipico di questa specie sono le schiarite boschive su suoli ricchi di nitrati (a volte formano popolamenti quasi compatti); le vallecole umide e ombrose in vicinanza di malghe alpine; ma anche presso le sorgenti e cadute d'acqua, i megaforbieti, i popolamenti a felci, ontaneti e saliceti subalpini.  Il substrato preferito è calcareo ma anche calcareo/siliceo con pH basico, alti valori nutrizionali del terreno che deve essere umido.
Distribuzione altitudinale: sui rilievi queste piante si possono trovare da 500 fino a 1.800 m s.l.m.; frequentano quindi i seguenti piani vegetazionali: subalpino e in parte collinare e montano.

### Fitosociologia
Dal punto di vista fitosociologico alpino Jacobaea alpina appartiene alla seguente comunità vegetale:
Formazione: delle comunità perenni nitrofile
Classe: Artemisietea vulgaris
Ordine: Rumicetalia alpini
Alleanza: Rumicion alpini

## Tassonomia
La famiglia di appartenenza di questa voce (Asteraceae o Compositae, nomen conservandum) probabilmente originaria del Sudamerica, è la più numerosa del mondo vegetale, comprende oltre 23.000 specie distribuite su 1.535 generi, oppure 22.750 specie e 1.530 generi secondo altre fonti (una delle checklist più aggiornata elenca fino a 1.679 generi). La famiglia attualmente (2021) è divisa in 16 sottofamiglie; la sottofamiglia Asteroideae è una di queste e rappresenta l'evoluzione più recente di tutta la famiglia.

### Filogenesi
Il genere di questa voce appartiene alla sottotribù Senecioninae della tribù Senecioneae (una delle 21 tribù della sottofamiglia Asteroideae). La struttura della sottotribù è molto complessa e articolata (è la più numerosa della tribù con oltre 1.200 specie distribuite su un centinaio di generi) e al suo interno sono raccolti molti sottogruppi caratteristici le cui analisi sono ancora da completare. Il genere di questa voce, insieme al genere Bethencourtia, forma un "gruppo fratello" e si trova, da un punto di vista filogenetico, in una posizione abbastanza centrale della sottotribù.
I caratteri distintivi per le specie del genere  Jacobaea sono:
- caratteristico è il rivestimento con peli sottili, sinuosi formanti un feltro compatto;
- alcune brattee dell'involucro inferiore (chiamato anche calice dell'involucro) solo più lunghe di quelle interne.

La specie di questa voce, secondo alcuni studi fatti all'inizio di questo nuovo millennio, fu assegnata prima alla sezione Jacobaea (Mill.) Dumort. del genere Senecio e quindi definitivamente al genere Jacobaea. La specie è caratterizzata da foglie divise (e non), squame dell'involucro erette dopo la caduta degli acheni e piante generalmente perenni. In particolare in base ai studi filogenetici a questa pianta è stata assegnata una posizione relativamente recente nell'evoluzione del gruppo insieme ad altre come Jacobaea subalpina, Jacobaea aquatica e Jacabaea vulgaris.
Nell'ambito della flora spontanea italiana J. alpina è a capo dell'"Aggregato di Jacobaea alpina" comprendente anche la specie Jacobaea subalpina (W.D.J.Koch) Pelser & Veldkamp (Nella Flora d'Italia è indicata anche la specie Jacobaea samnitum (Nyman) B.Nord. & Greuter considerata da altre checklist un sinonimo di Jacobaea alpina subsp. samnitum (Nyman) Peruzzi). Il gruppo è caratterizzato da erbe perenni alte con foglie dalle forme cordate e capolini numerosi.
La specie  J. alpina in particolare è individuata dai seguenti caratteri specifici:
- le foglie sono cordate alla base (troncata e molto ottusa nella subsp. samnitum);
- il picciolo delle foglie è nudo o con 1 - 2 brevi lacinie;
- i fiori ligulati sono da 13 a 16.

Il numero cromosomico di J. alpina è: 2n = 40.

### Variabilità
La variabilità di questa specie si manifesta nell'habitus delle foglie: da sub-glabre a densamente cenerino-tomentose nella pagina inferiore. La caratteristica della tomentosità delle foglie è più spiccata nelle specie dell'Appennino Centrale. Gli individui, nel passato assegnati alla specie Senecio samniticus, hanno la pagina inferiore delle foglie di tipo grigio-ragnatelosa. In quest'ultimo caso il picciolo è privo di lacinie.
Per questa specie sono riconosciute 2 entità infraspecifiche:
Jacobaea alpina subsp. alpina: è la stirpe principale fin qui descritta.
Jacobaea alpina subsp. samnitum  (Nyman) Peruzzi: senecione del Sannio (nella Flora d'Italia questa entità è definita come Jacobaea samnitum (Nyman) B.Nord. & Greuter)
- Descrizione: si distingue dalla sottospecie principale per l'indumento fatto di peli crespi, per le foglie medie a lamina ovata densamente grigio-tomentosa e base tronca o ottusa, per il picciolo privo di lacinie e per le brattee con forme da lineari-spatolate a oblanceolate.
- Corologia: il tipo corologico (area di origine) è Endemico.
- Distribuzione: si trova al Sud ma raramente.
- Habitat: questa sottospecie frequenta le radure boschive fino ad una quota di 500 - 1.800 m s.l.m..

### Sinonimi
Sono elencati alcuni sinonimi per questa entità:
- Cineraria alpina (L.) L., 1763
- Senecio alpinus  (L.) Scop., 1771
- Solidago alpina  L., 1753